# Leïla Aouchal
Leïla Aouchal (sinh năm 1936) là một nhà văn người Pháp-Algeria.

## Cuộc đời
Bà sinh ra trong một gia đình người Pháp thuộc tầng lớp trung lưu tại Caen, Pháp năm 1936 và kết hôn với một người đàn ông Algeria di cư đến Pháp khi chỉ mới 19 tuổi, sau đó bà cùng ông quay về Algeria. Sau khi Algeria đã đạt được độc lập năm 1962, Aouchal trở thành công dân Algeria.
Mặc dù suốt quá trình lớn lên đều theo tôn giáo giáo hội Công giáo Rôma, bà lại dần dần trở nên "Algeria hoá"; bà bắt đầu đọc kinh Koran, chuyển đổi tôn giáo sang Hồi giáo và tránh né các lễ hội Kitô giáo ở Algerie.

## Tác phẩm
Năm 1970, Aouchal cho xuất bản Une Autre Vie, một quyển tự truyện thuật lại hết những trải nghiệm của bà khi hoà nhập vào xã hội Algeria chìm trong cuộc nội chiến. Đây là tác phẩm duy nhất của bà.
Mặc dù sự nghiệp viết của bà ngắn ngủi, bà vẫn được đưa vào danh sách thế hệ nữ nhà văn đầu tiên của Algeria sử dụng tiếng Pháp để viết các tác phẩm của mình (cùng với những đại diện khác như Fadhma Aït Mansour và Taos Amrouche). Những người này sinh ra vào khoảng thời gian giữa năm 1882–1928 và cho phát hành các tác phẩm vào khoảng năm 1960–1980. Chủ đề viết chủ yếu là "khám phá bản thân" của chính các nhà văn với các văn bản được viết trong khoảng thời gian Chiến tranh Algeria khi vai trò, thân phận của người phụ nữ ngày càng mở rộng tại đất nước trong khoảng thời gian này.